# Kijanebalola cubuetes
Kijanebalola cubuetes is een buikharige uit de familie Neogosseidae. Het dier komt uit het geslacht Kijanebalola. Kijanebalola cubuetes werd in 1886 voor het eerst wetenschappelijk beschreven door Gosse in Hudson & Gosse. 